# Robin Reimer
Robin Reimer (* 10. Oktober 1995 in München) ist ein deutscher Kickboxer und K1-Boxer (Thaiboxen), der für das Sportcenter Stekos in München kämpft.

## Leben
Reimer kämpft für das Münchener Sportcenter Stekos. Für die Stekos Fight Night, die ebenso auf Sat1 und Sport1 übertragen wird, hatte Reimer zahlreiche Auftritte. Er kämpfte bereits auch mehrere Male beim „X-Mas Rumble“ des konkurrierenden Sportteams Kornhass aus Brückmühl um deutsche Profi-Titel.
Reimer hat ebenfalls mehrere Trainer-Lizenzen und unterrichtet in der Boxschule Stekos.

## Erfolge
- Kickboxen: Vize-Weltmeister in Kreta bei Amateur-Weltmeisterschaft im Kickboxen 2013[7][8]
- Kickboxen: Jun. Intern Deutscher Meister 2013[8]
- Kickboxen: Jun. Vize-Weltmeister 2013[8]
- Kickboxen: Jun. Baden-Württemberg Meister 2013[8]
- Kickboxen: Northern Open Sieger 2014
- Kickboxen: Bregenz Open Sieger 2014
- Kickboxen: Baden-Württemberg Meister 2014[8]
- Kickboxen: Vize - World-Cup-Sieger 2015[8]
- Kickboxen: Weltmeisterschaft 3. Platz 2014, 2019[8]
- Kickboxen: Baden-Württemberg Meister 2014[8]
- Kickboxen: Vize-Int. Deutscher Meister 2015
- Kickboxen: Deutschland Cup Sieger 2015[8]
- Kickboxen: Vize - World-Cup-Sieger 2016[8]
- Boxen: Vize-Oberbayerischer Meister 2014
- Kickboxen: Baden-Württemberg Meister 2017[8]
- Kickboxen: Deutscher Meister 2017[9]
- Kickboxen: 3. Platz bei Amateur-Weltmeisterschaft in Bregenz (Österreich) 2019[8]